# Частина 12: Облога
Частина 12: Облога — дванадцятий епізод американського телевізійного серіалу «Мандалорець» (четвертий в другому сезоні). Написана Джоном Фавро та зрежисована Карлом Везерсом, випущена на «Disney+» 20 листопада 2020 року. Головну роль грає Педро Паскаль — Мандалорець, самотній мисливець за головами. Українською мовою серія озвучена студією «Стругачка».

## Зміст
«Лезо Бритви» (він же «Гострий Гребінь») потребує подальшого ремонту, перш ніж зможе дістатися до Корвуса, тому Мандалорець і Дитя роблять зупинку в Неварро. Там вони возз'єднуються зі своїми союзниками Карою Дюн і Ґріфом Карґо. Під час однієї з операцій по відновленню правопорядку — до неї прив'язується місцевий звірок. Колишня ударний солдат курує заснуванням на планеті шкіл. В школі Малюк силою волі здобуває молочний пряник.
У той час як «Гостра Бритва» ремонтується, Мандалорцю показують, наскільки покращилося становище Неварро з тих пір, як він був там в останній раз, під керівництвом Карґи як голови магістрату і Дюни як маршала. Остання проблема, з якою вони зіткнулися — це те, що залишилася імперська база на планеті, і Мандалорець погоджується допомогти їм знищити її.
Мандо з допоміжними силами рушають на спідерах до бази. Всередині бази вони виявляють, що вона використовувалася для дотепер безуспішних експериментів з кров'ю Дитини, яка має високий показник мідіхлоріану. А також дізнаються — Мофф Гідеон не загинув. Вони руйнують базу і тікають, переслідувані штурмовиками на спідер-байках і TIE-винищувачах.
Кара Дюн заводить одне з імперських наземних штурмових суден та забирає з-під обстрілу свою команду. Дюн і Карґо вдається зупинити спайдер-байки, а Карґо гарматою зістрелює з даху останнього імперця. Імперці на винищувачах рущають з бази; Мандалорець знищує TIE Fighter з допомогою відремонтованої «Бритви». Малюк в часі переслідування переїдає блакитного молока.
Слідчий Нової Республіки при співбесіді з Карою Дюн дізнається — в битві на Корусані вона втратила всіх. Він мовчки кладе перед Карою значок Корпусу поліції Нової Республіки і йде геть.
Мандалорець і Дитя вирушають на Корвус, не підозрюючи, що імперський шпигун встановив прилад стеження на «Бритві» для Моффа Ґідеона.

## Створення
Режисером епізоду став Карл Везерс, котрий також знімається в епізоді як Гріф Карга.
Натхненний «блакитним молоком», побаченим у «Зоряних війнах», Джон Фавро попросив спеціаліста по реквізитах створити блакитні макарони. Вони були реалізовані насамперед для специфічного зовнішнього вигляду.
Член знімальної групи випадково з'явився у кадрі під час зйомок — на задньому плані лабораторної сцени. Поява «хлопця в джинсах» була порівняна із випадковою появою чашки з кавою в епізоді «Гри престолів».

## Сприйняття
На «Rotten Tomatoes» епізод отримав рейтинг схвалення 91 % на основі відгуків 46 критиків, із середнім рейтингом 7.62/10. Консенсус критиків вебсайту такий: «„Осада“ не сприймає сезон бурхливо, але спритний напрямок Карла Уедерса та деякі захоплюючі персонажні моменти для Джанкарло Еспозіто роблять це ще одним приємним внеском.».
Ноель Мюррей з «Нью-Йорк таймс»: «Хоча багато-багато зворотних дзвінків до класичних образів „Зоряних воєн“ приносять задоволення, вони дійсно роблять дійство цього тижня трохи звичним. Крім того, у цьому епізоді міг би бути використаний якийсь із тих хороших наскрізних ткм Лукаса. Зокрема, було б непогано поглядати раз у раз на Дитину, яка проводить цей тиждень в класі з іншими дітьми — де добре використовує Силу, щоб викрасти у однокласника синіх макарони.». Пол Макіннес з «Ґардіан» зазначав: «надає легке полегшення від задумливого героїзму Мандо, тоді як залишки Імперії демонструють свою силу».
Станом на березень 2021 року на сайті Internet Movie Database серія отримала рейтинг схвалення 8.4 із можливих 10 при 15988 голосах.

## Знімались
- Педро Паскаль — Мандалорець
- Джина Карано — Кара Дюн
- Карл Везерс — Гріф Карга
- Гораціо Санс — Мітрол
- Омід Абтахі — доктор Першинг
- Джанкарло Еспозіто — мофф Гідеон
- Пол Сун-Хен Лі — Карсон Тева